# Brownsea
Brownsea (hist. ang. Branksea) – największa z grupy ośmiu wysp w zatoce Poole Harbour, na wybrzeżu riasowym kanału La Manche, w południowej Anglii. Administracyjnie należy do hrabstwa Dorset, w regionie South West England, w bliskim sąsiedztwie znajdują się miasta: portowe Poole i wypoczynkowe Bournemouth. 
Na wyspę można dostać się publicznymi promami lub prywatną łodzią.

## Historia
Nazwa wyspy pochodzi od staroangielskiego Brūnoces īeg = wyspa Brūnoca.
Na wyspie znajduje się zamek Brownsea (Branksea) z połowy XVI wieku, przebudowany w XIX i XX wieku, stanowiący własność prywatną.

## Obóz skautowy
W dniach 1-8 sierpnia 1907 brytyjski generał Robert Baden-Powell zorganizował na wyspie Brownsea obóz doświadczalny dla 21 chłopców, uznawany za pierwszy obóz skautowy. Wypróbowywał na nim swoje metody wychowania młodzieży, m.in. wprowadzając system działania w małych grupach (system zastępowy), w kontakcie z przyrodą. W rok później wydał książkę Skauting dla chłopców (ang. Scouting for Boys) – podstawowy podręcznik skautingu, rozpowszechniany następnie na całym świecie. Obóz upamiętnia kamień pamiątkowy.

## Przyroda
Północna część wyspy stanowi rezerwat przyrody. 

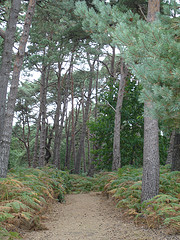
Las na Brownsea
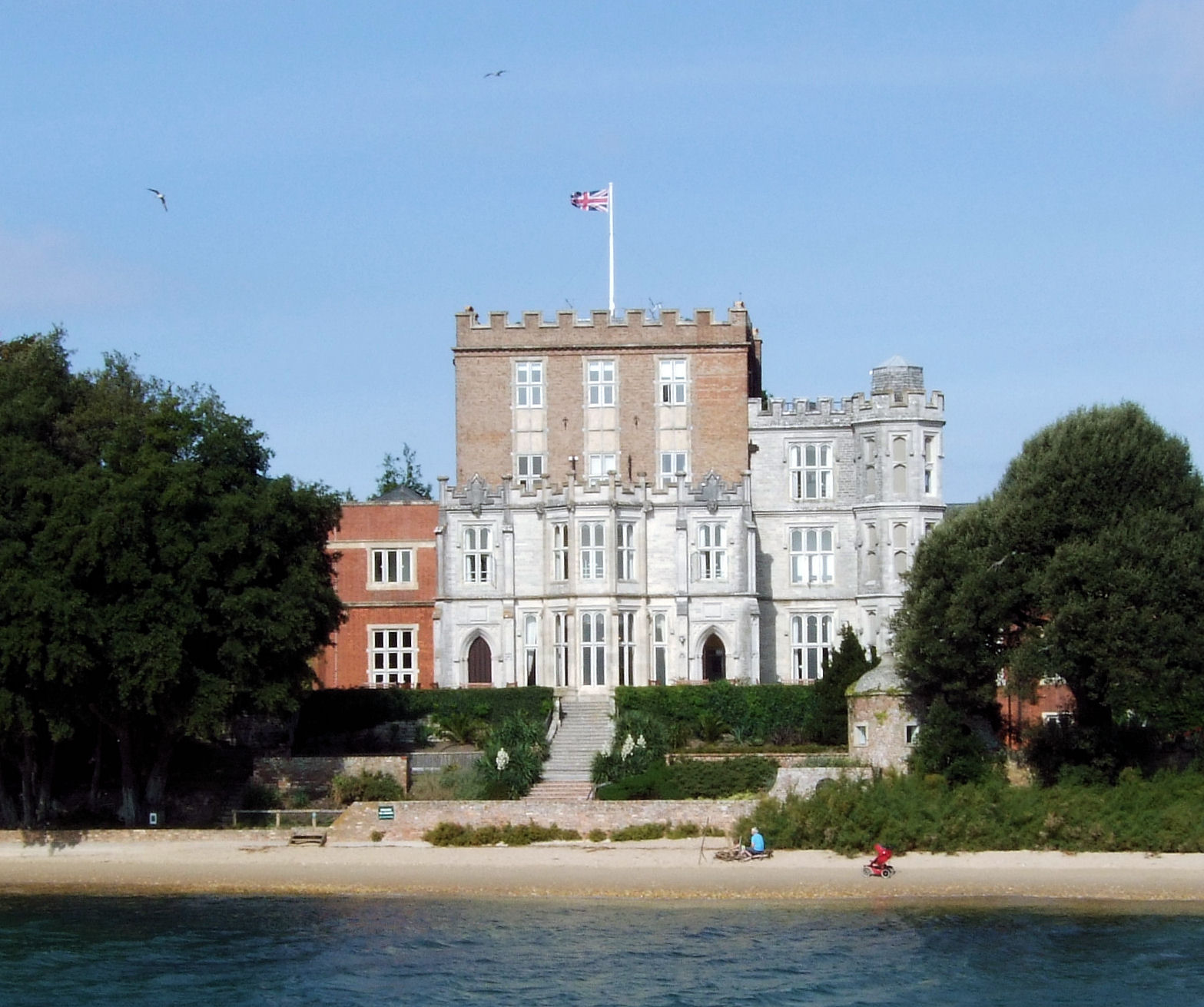
Zamek Brownsea
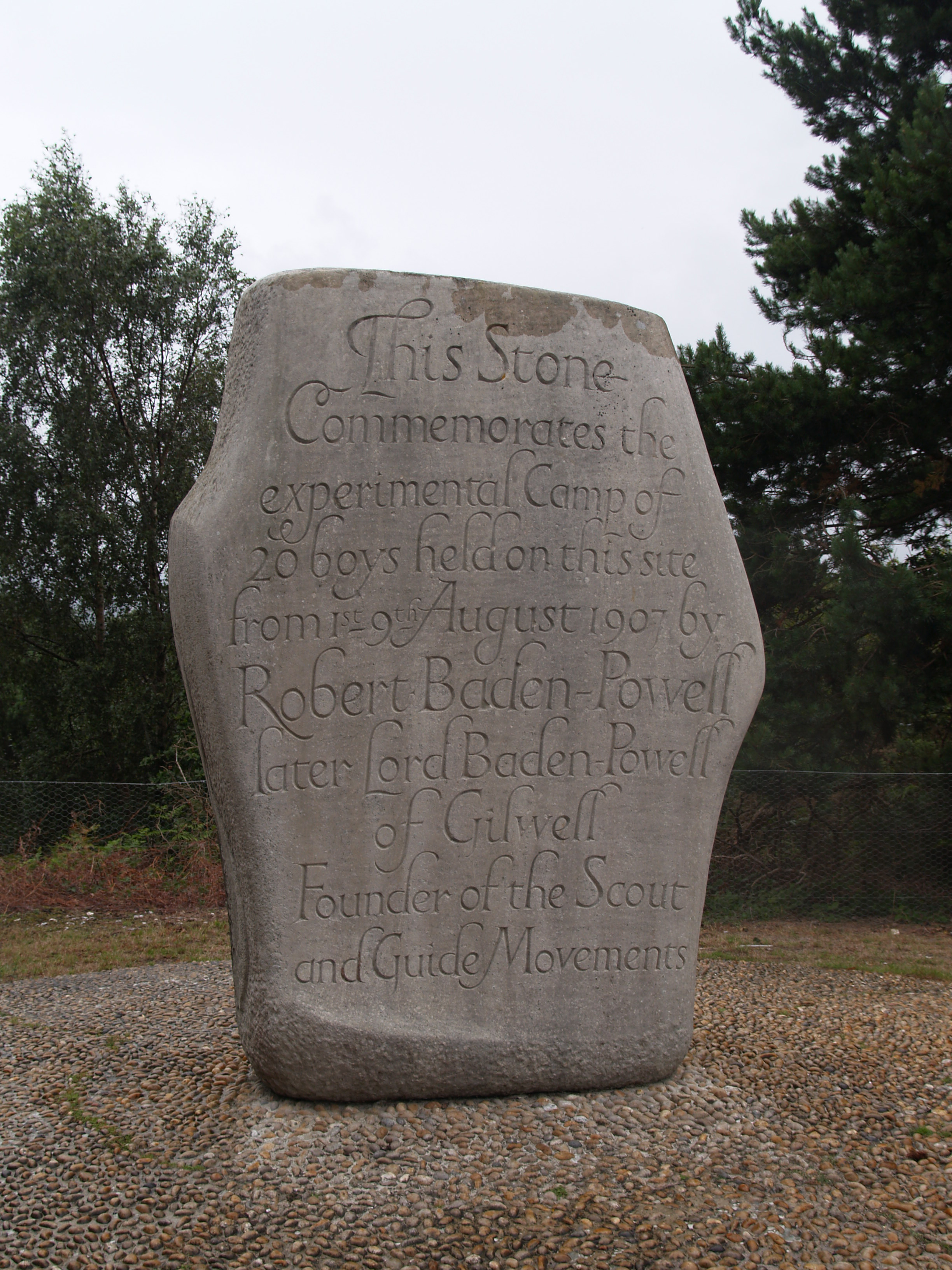
Głaz upamiętniający pierwszy obóz skautowy
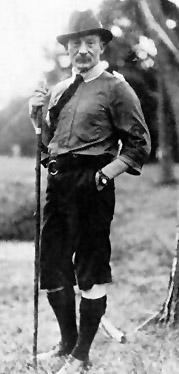
Robert Baden-Powell podczas pierwszego obozu skautowego na wyspie Brownsea
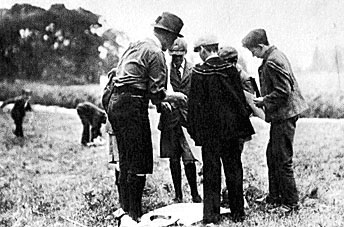
Robert Baden-Powell z przyszłymi skautami, na pierwszym obozie w 1907